# Asahi Beer Hall
L'Asahi Beer Hall és un dels edificis de la seu d'Asahi Breweries situat a la riba del riu Sumida a Sumida. Va ser obra de l'arquitecte francès Philippe Starck i es va acabar el 1989. Es considera una de les estructures modernes més reconeixibles de Tòquio.
La forma de l'edifici és la d'un got de cervesa, dissenyat per a complementar l'edifici veí en forma de gerra de cervesa daurada que allotja les oficines.
Destaca per la Flama Asahi, una enorme estructura daurada a la part superior que representa tant el «cor ardent de la cervesa Asahi» com la seva espuma. La flama daurada de 360 tones va ser fabricada per constructors de vaixells i el seu interior està buit. A la Flama Asahi de vegades se l'anomena col·loquialment «el cagalló d'or» (kin no unko, 金のうんこ) i a l'Asahi Beer Hall com l'«edifici de caca» (unko-biru, うんこビル).